# Samuel Wainright
Samuel H. Wainright (15 avril 1863 - 7 décembre 1950) est un missionnaire américain de l'Église épiscopalienne méthodiste qui est conseiller étranger au Japon durant l'ère Meiji.

## Biographie
Fils d'un pasteur, Wainwright est originaire de Colombus dans l'Illinois. Il étudie la médecine à Saint-Louis. Consultant les annonces de recrutement de professeur d'anglais, il est embauché dans un lycée d'Ōita au Japon en 1888. Il fonde dans la ville une congrégation de l'église méthodiste. L'un de ses élèves est Kugimiya Tatsuo (ja).
En 1890, il s'installe à Kobe et devient directeur de l'institut Palmore (ja) et professeur de théologie à l'université Kwansei Gakuin. Il y étudie le bouddhisme, le shintoïsme et la littérature. Il devient plus tard directeur de l'établissement. Il rentre aux États-Unis en 1906.
En 1912, il devient rédacteur en chef du comité de lecture chrétienne de l'association japonaise Kyobun. Après le grand Séisme de 1923 de Kantō, il participe à la reconstruction des bâtiments de l'association. 
Il envoie des sollicitations de dons aux États-Unis en 1933 pour financer la construction de bâtiments de l'association Kyobun. Il rentre définitivement en 1938.